# Marigny (Allier)
Marigny ist ein zentralfranzösischer Ort und eine Gemeinde mit 200 Einwohnern (Stand 1. Januar 2022) im Département Allier im Norden der Region Auvergne-Rhône-Alpes.

## Lage
Der Ort Marigny liegt in einer Höhe von etwa 260 Metern ü. d. M. in der fruchtbaren Landschaft des Bourbonnais. Die Stadt Clermont-Ferrand befindet sich ca. 110 Kilometer (Fahrtstrecke) südlich; die im südlichen Burgund gelegene Stadt Nevers befindet sich etwa 60 Kilometer nördlich.

## Bevölkerungsentwicklung
| Jahr                       | 1962 | 1968 | 1975 | 1982 | 1990 | 1999 | 2006 | 2012 | 2019 |
| Einwohner                  | 233  | 215  | 179  | 197  | 221  | 204  | 191  | 191  | 202  |
| Quellen: Cassini und INSEE |      |      |      |      |      |      |      |      |      |

Im 19. Jahrhundert stieg die Zahl der Einwohner von etwa 300 auf knapp 400 an; in der ersten Hälfte des 20. Jahrhunderts fiel sie als Folge der Mechanisierung der Landwirtschaft bis auf die Tiefststände der letzten Jahrzehnte ab.

## Wirtschaft
Jahrhundertelang lebten die Einwohner von Marigny als Selbstversorger von der Landwirtschaft, zu der auch der Weinbau gehörte; hinzu kamen regionaler Kleinhandel und Handwerk. Während und nach der Reblauskrise gegen Ende des 19. Jahrhunderts kam der Weinbau völlig zum Erliegen. Einige der leerstehenden Häuser wurden zu Ferienwohnungen (gîtes) umgebaut.

## Geschichte
Für Marigny vermutet man gallorömische Ursprünge. Der mittelalterliche Name Marigniacus ist urkundlich erwähnt. Die romanische Kirche wurde im 12. Jahrhundert erbaut; der Ort gehörte damals zum – von Cluny abhängigen – Priorat von Souvigny.

## Sehenswürdigkeiten

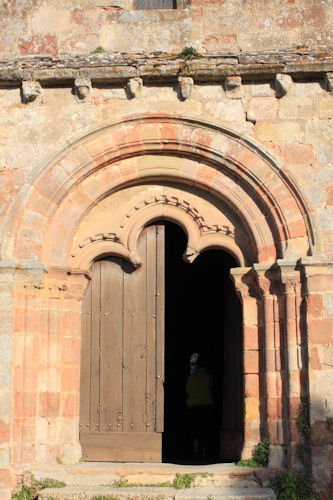
Portal der Kirche

- Die ehemalige Prioratskirche und heutige Pfarrkirche Saint-Pourçain ist ein einschiffiger Bau der Hochromanik mit späteren seitlichen Kapellenanbauten und zeigt im Innern burgundisch-cluniazensische Stileinflüsse (Spitzbögen); außerdem finden sich einige Freskenreste sowie ein Taufbecken (fonts baptismaux) und eine Figur der Maria Magdalena aus dem 15. Jahrhundert. Im Äußeren wird der – mit Ausnahme der Ecksteine und der Strebepfeiler – aus nur grob behauenen Bruchsteinen errichtete Bau von einem dreigeschossigen Glockenturm auf der Südseite dominiert. Eindrucksvoll ist der Dreipassbogen des leicht aus der Mauerflucht hervortretenden Zone des Westportals. Der Kirchenbau wurde bereits im Jahr 1919 als Monument historique anerkannt.[1]

Umgebung

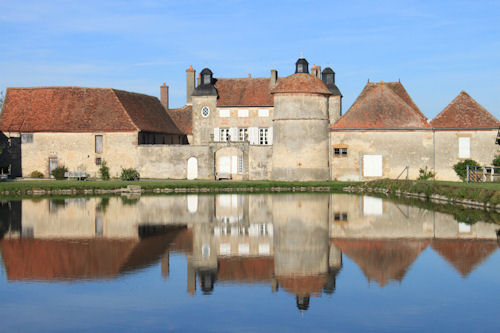
Château de Charnes

- Das Château de Charnes (46° 35′ 33″ N, 3° 12′ 25″ O) entstand im 17. Jahrhundert, wurde jedoch in  den Jahren 1720 und 1812 in Teilen erneuert und vergrößert. Im Ehrenhof (cours d’honneur) stehen die Schlosskapelle und ein Taubenhaus (pigeonnier). Der in Privatbesitz befindliche Baukomplex wurde im Jahr 1992 als Monument historique anerkannt.[2]
- Die Gentilhommière des Guilleminots ist ein ländlicher Herrensitz aus dem 16. bis frühen 18. Jahrhundert. Er befindet sich ebenfalls in Privatbesitz.
- Gleiches gilt für den befestigten Landsitz des Manoir fortifié de Champaigue.
- Auch das aus dem 19. Jahrhundert stammende Château des Praux kann nicht besichtigt werden.